# Inkapacitering
Inkapacitering är en straffpåföljd som syftar till att försvåra möjligheten för fortsatt brottslighet. Påföljden är ett frihetsbegränsande och kan vara både kroppsligt och rumsligt. I vissa samhällen används stympning i inkapaciterande syfte, exempelvis borttagandet av händer vid tillgreppsbrott för att förhindra en ytterligare stöld. Den vanligaste formen av inkapacitering är den rumsliga, vilket är inlåsning av brottslingar, exempelvis fängelsestraff och ungdomsvård. Andra former av inkapacitering är fotboja och indragning av körkort. Åtgärden som ger mest inkapaciterande effekt är dödsstraffet. 

## Kollektiv och selektiv inkapacitering
En åtskillnad brukar göras mellan kollektiv och selektiv inkapacitering. Kollektiv inkapacitering syftar till den generella brottsminskande effekten som medförs av frihetsberövande påföljder, alltså tanken att en brottsling som är frihetsberövad inte kan begå ett brott. Selektiv inkapacitering är när vissa individer får längre straffpåföljd på grund av den högre återfallsrisken de bedöms ha.
Risken för återfall i brott är inte densamma för alla. Om tillförlitlig riskbedömning över framtida brottslighet var möjligt att utföra hade straffpåföljden kunnat anpassas efter individen och medfört en högre effekt av inkapacitering. Högre återfallsrisk skulle då generera ett längre påföljd och lägre risk för återfall skulle istället resultera i en kortare påföljd.

## Individualprevention
Inkapacitering är en del av den så kallade individualpreventionen som är en typ av straffteori. Individualprevention innebär att brottspreventiva åtgärder i form av olika påföljder riktas, till skillnad från allmänprevention, mot den specifika individen som begått brottet. Både kriminologer inom den sociologiska skolan och den italienska skolan var förespråkare för individualprevention. Det fanns då tre olika kategorier som brottslingar brukade delas in i och påföljderna anpassades efter dessa. Kategorierna avsåg den som var obotlig, den som var reformerbar och den som bara behövde bli avskräckt för att avstå från brott. Inkapacitering ansågs som den rätta påföljden för den förstnämnda kategorin, de som var obotliga.

## Inkapaciteringseffekten
Inkapaciteringseffekten är det resultat en inkapaciterande påföljd visar. För att utvärdera om inkapacitering visar ett bra resultat studeras återfall i brott efter att straffet avverkats. Om ett stort antal personer begår ytterligare brott efter inkapaciteringen bedöms effekten av påföljden vara låg, respektive om få personer återfaller i brott bedöms effekten vara hög. Det finns olika variabler som kan påverka återfallsfrekvensen och därmed utvärderingen av inkapaciteringens effekt. Den tydligaste faktorn som kan påverka antalet individer som återfaller i brott efter inkapacitering är tidigare brottsbelastning. Andra variabler som kön, inkomstnivå och utbildning kan även påverka återfallsfrekvensen.

## Prisoniseringseffekten
Prisoniseringseffekten är den påverkan en fängelsevistelse har på en person. Begreppet myntades av Ulla Bondeson i hennes studie ”Fången i fångsamhället” och blev en återkommande punkt inom kriminalvården under 1970–1990-talet. Tanken om prisioniseringseffekten handlar om att en fängelsevistelse kan utgöra mer skada än nytta för den intagne. Att befinna sig i ett fängelse kan, istället för att avskräcka för fortsatt brottslighet istället leda till att risken för återfall ökar.
Stämplingsteorin är en sociologisk och kriminologisk teori som är kritiskt mot inkapacitering och dess eventuella prisoniseringseffekter. Stämplingsteorin menar att rättssystemets reaktion på den brottsliga handlingen har en negativ påverkan på en persons identitetsskapande. Om en person stämplas av samhället finns alltså risken att kriminaliteten blir en del av personens identitet och något självförverkligande. Inkapacitering och prisioneringseffekten riskerar alltså att forma en persons identitet och skapa en kriminell livsstil.

## Inkapacitering internationellt
USA är känt som en nation som generellt förespråkar inkapacitering och fängelse. Under modellen “American prison experiment” ligger teorin om att fler inspärrade brottslingar gör att färre brott begås i samhället.  Detta syns på deras höga andel frihetsberövade invånare. År 1970 avverkade 196 000 fångar sina straff på olika institutioner i USA. Vid sekelskiftet till år 2000 hade antalet fångar ökat till 2 miljoner. Denna ökning fortsätter under 2000-talet och syns tydligast bland andelen frihetsberövande Afroamerikaner. Om ökningen fortsätter i samma takt förutspås det att av alla svarta män som föds under 2020 kommer 30% vistas i fängelse någon gång under sin livstid. Det finns dock inget underlag som visar att ökningen av frihetsberövade har ett samband med en ökning av brott. Statistiken visar att brottsligheten hade en minskning innan populationen på amerikanska institutioner ökade i USA.